# Einar Tätting
Einar Tätting, född 31 januari 1918, död 6 maj 2010, var en svensk bandyspelare i IFK Rättvik och Örebro SK. Han spelade i SM-finalen i bandy 1938.